# Дигітайзер

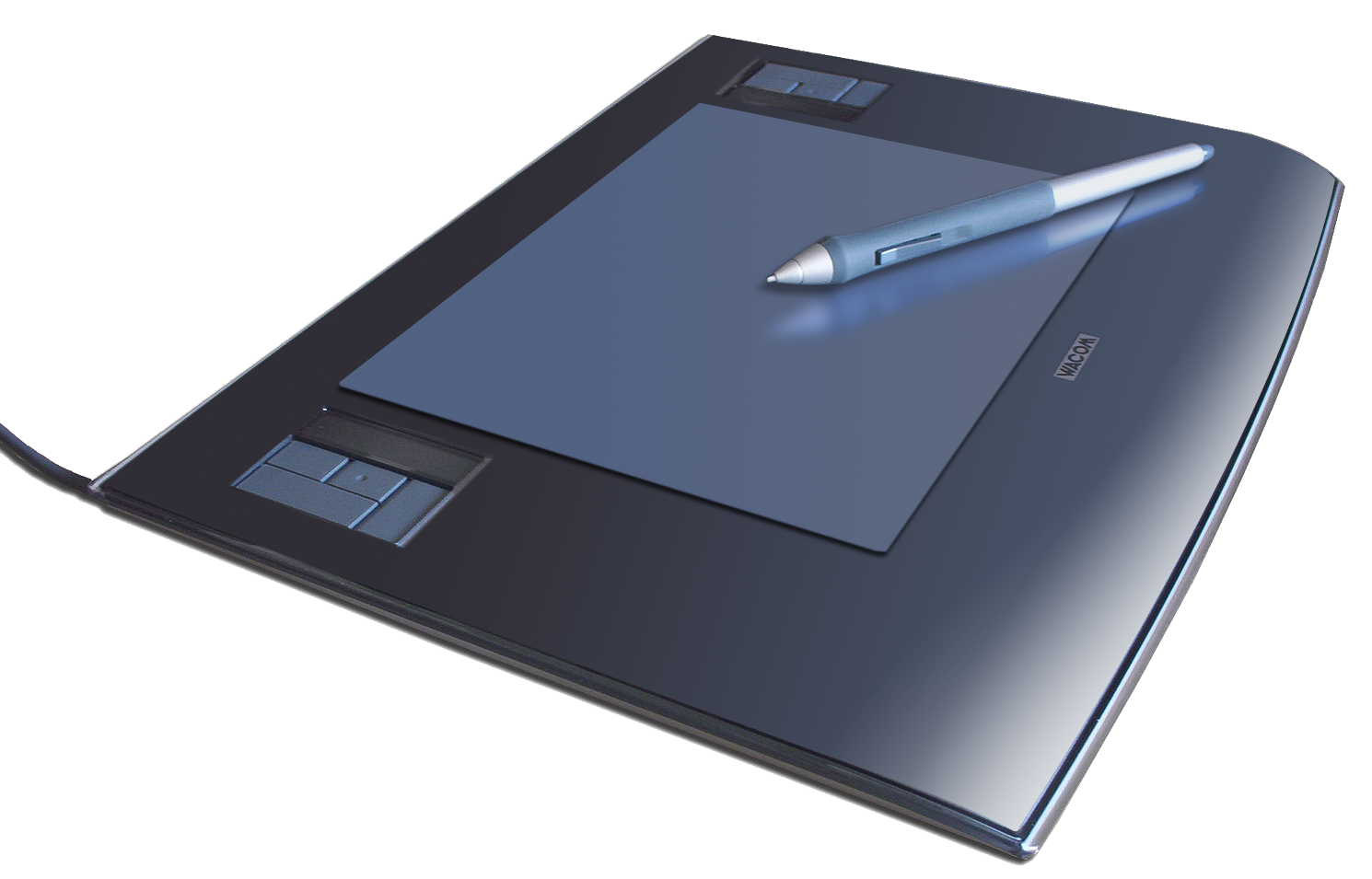
Графічний планшет фірми «Wacom»

Графічний планшет або Дігіта́йзер (від англ. graphics tablet або graphics pad, drawing tablet, digitizing tablet, digitizer) — периферійний пристрій для вводу планшетного типу, призначений для створення, введення та редагування цифрової інформації у графічній формі. Графічний планшет складається з електронного планшета, на якому може бути прямокутне меню та курсор. Він має власну систему координат, і при переміщенні курсора по планшету, координати руху по його поверхні передаються в комп'ютер. Ці дані стають координатами точкового об'єкта або однією з точок або лінії або полігону. Розміри планшета варіюються від А6 до А0.
Також, може містити у комплекті перо або стилус та спеціальну рукавичку для руки під час малювання.

## Історія
Першим електронним пристроєм для рукописного введення був Telautograph, запатентований Елішею Греєм у 1888 році.
Першим графічним планшетом, що нагадує сучасні планшети і використовується для розпізнавання рукописного тексту за допомогою комп'ютера, був Stylator у 1957 році. Більш відомим (і часто помилково названим першим планшетом-дігітайзером) є планшет RAND, також відомий як Grafacon (для графічного конвертера), представлений у 1964 році. Планшет RAND використовував сітку з проводів під поверхнею панелі, яка кодувала горизонтальні та вертикальні координати в невеликому електростатичному сигналі. Стилус отримав сигнал за допомогою місткісного зв'язку, який потім можна було декодувати назад як інформацію про координати.
Акустичний планшет або іскровий планшет використовував стилус, який створював клацання свічкою запалювання. Потім клацання були тріангульовані серією мікрофонів, щоб визначити розташування пера в просторі. Система була досить складною та дорогою, а датчики були чутливі до перешкод від зовнішнього шуму.
Дигітайзери були популяризовані в середині 1970-х і на початку 1980-х років завдяки комерційному успіху ID (Intelligent Digitizer) і BitPad, вироблених Summagraphics Corp. Дигітайзери Summagraphics продавалися під назвою компанії, але також були приватними марками для HP, Tektronix, Apple, Evans and Sutherland та декілька інших виробників графічних систем. Модель ID була першим графічним планшетом, який використовував на той час новий мікропроцесор Intel технології. Ця вбудована потужність обробки дозволила моделям ID мати вдвічі більшу точність, ніж попередні моделі, при цьому використовувати ту саму технологію основи. Ключем до цього підвищення точності були два патенти США, видані Стівену Доміяну, Роберту Девісу та Едварду Снайдеру. Модель Bit Pad була першою спробою недорогого графічного планшета з початковою ціною продажу 555 доларів, коли інші графічні планшети продавалися в ціновому діапазоні від 2000 до 3000 доларів. Ця нижча вартість відкрила можливості для підприємців, щоб мати можливість писати графічне програмне забезпечення для безлічі нових програм. Ці дигітайзери використовувалися як пристрій введення для багатьох високоякісних систем САПР (Computer Aided Design), а також у комплекті з ПК та програмним забезпеченням САПР на базі ПК, таким як AutoCAD .. У цих планшетах використовувалася технологія магнітострикції, яка використовувала дроти зі спеціального сплаву, натягнутого на тверду підкладку, щоб точно визначити місце розташування кінчика стилуса або центру курсору дигітайзера на поверхні планшета. Ця технологія також дозволяла вимірювати наближеність або вісь «Z».
У 1981 році музикант Тодд Рундгрен створив перше програмне забезпечення для кольорового графічного планшета для персональних комп'ютерів, яке було ліцензоване Apple як Utopia Graphic Tablet System.
У 1981 році також була випущена робоча станція з кольоровою графікою Quantel Paintbox; Ця модель була оснащена першим планшетом, чутливим до тиску.
Першим графічним планшетом для домашнього комп'ютера був KoalaPad, випущений у 1983 році. Хоча спочатку він був розроблений для Apple II, Koala з часом розширила свою застосовність практично до всіх домашніх комп'ютерів із підтримкою графіки, приклади яких включають кольоровий комп'ютер TRS-80, Commodore 64 і 8-розрядне сімейство Atari. Зрештою були виготовлені конкурентні планшети; планшети, вироблені Atari, загалом вважалися високоякісними.
У 1980-х роках кілька виробників графічних планшетів почали включати додаткові функції, такі як розпізнавання рукописного введення та меню на планшеті.